# Medaglia di pubblica benemerenza della Protezione civile
La medaglia di pubblica benemerenza del Dipartimento della Protezione civile è un riconoscimento della Repubblica Italiana.

## Storia
Il riconoscimento fu istituito con decreto del Presidente del Consiglio dei ministri del 22 ottobre 2004; tale decreto è stato successivamente abrogato e sostituito dal decreto del Presidente del Consiglio dei ministri del 19 dicembre 2008, a sua volta abrogato, in ultimo, da altro decreto del Presidente del Consiglio dei ministri del 5 maggio 2014, istituzione dell'attestazione di pubblica benemerenza del Dipartimento della Protezione Civile, che fissa la normativa vigente.
Istituita nel 2004 come "pubblica attestazione di benemerenza del Dipartimento della protezione civile della Presidenza del Consiglio dei Ministri", concessa per «tributare un giusto riconoscimento a quanti hanno prestato attività di soccorso, di assistenza e di solidarietà nelle operazioni di protezione civile in zone interessate da eventi calamitosi di rilevante gravità, in Italia e all'estero», l'onorificenza era articolata con diplomi e relative medaglie in tre classi (I, II e III, con medaglie in metallo dorato, argentato e di bronzo, rispettivamente). Era stato previsto che le medaglie fossero appese ad un nastro di seta arancione, colore identificativo della protezione civile, largo mm 37, e caricato al centro da un palo tricolore di verde, di bianco e di rosso, largo mm 9. ll nastrino per uniforme, con gli stessi colori del nastro, era caricato al centro da una corona turrita, per il personale civile, o da una stella di cinque raggi per il personale militare, degli stessi metalli della medaglia rispettiva. Inoltre, erano stati istituiti speciali distintivi in plastica, con gli stessi colori del nastro, anch'essi diversificati tra i civili e i militari, come sopra, da applicare al petto della divisa della Protezione civile. Infine, era prevista una rosetta in seta con i colori del nastro, caricata al centro dalla corona turrita o dalla stella di cinque raggi, similmente al nastrino da uniforme, per l'abito civile (D.P.C.M. del 21 ottobre 2004). Successivamente, nel 2008, prima dell'effettiva distribuzione delle medaglie, la normativa fu modificata con l'intento di meglio valorizzare l'onorificenza e il riconoscimento dell'attività prestata dagli insigniti, introducendo regole, procedure e specifiche attuative uniformi nella realizzazione e nella distribuzione degli attestati. La decorazione fu suddivisa in due tipologie, una "di eccellenza" (art. 1) e una più prestigiosa "di merito" (art. 6). La categoria "di eccellenza" era suddivisa a sua volta in tre classi: la I in bronzo dorato, la II in bronzo argentato e la III in bronzo (artt. 2, 3, 4). Sul nastro della medaglia di III classe, prima fascia, erano apposte delle fascette di bronzo, in relazione al numero degli eventi, con la denominazione dell'evento. Al conseguimento della quinta attestazione di benemerenza, le fascette di bronzo sul nastro della medaglia erano sostituite da una fascetta di bronzo argentato, recante al centro il numero cinque in cifre romane (V). Successivamente, al conferimento della decima attestazione di benemerenza la fascetta era sostituita con altra di bronzo dorato, con il numero dieci in cifre romane (X) (art. 5, commi 2, 3, 4). Il set completo era composto dalla medaglia, la medaglia in formato ridotto, il nastrino da uniforme, lo speciale distintivo in metallo smaltato, da apporre sul petto sinistro della divisa, anche civile, in attività operative di protezione civile o durante le esercitazioni e una rosetta in metallo smaltato da indossare sugli abiti civili (art. 6). Anche l'attestato della categoria "di merito" era diviso in tre gradi: I grado con medaglia d'oro; II grado con medaglia d'argento; III grado con medaglia di bronzo (artt. 7, 8, 9). I decorati persone giuridiche, per entrambe le categorie, si fregiavano della sola medaglia e del diploma. Fu eliminata ogni distinzione tra il personale di protezione civile operante come soggetto militare o soggetto civile. Il nastro della medaglia fu, inoltre, modificato in seta blu lungo cm 7  e largo mm 37 , con al centro una fascia tricolore (verde, bianco e rosso), larga mm 9. Il nastrino da uniforme, con gli stessi colori del nastro, della larghezza di mm 37 e dell'altezza di mm 10, portava al centro il logo della Protezione civile nazionale. Il nastro della medaglia e il nastrino da uniforme della categoria "di merito" si differenziavano per avere entrambi i bordi laterali evidenziati dai rispettivi colori del grado, di mm 1 (D.P.C.M. del 28 aprile 2009).

### Normativa vigente
Dal 2014 la normativa vigente è stata modificata. L'attestazione, ora, «segnala la meritoria partecipazione alle operazioni di protezione civile e il contributo recato ad elevare l'immagine del Sistema nazionale attraverso significative capacità propositive e gestionali o singolari doti di altruismo e abnegazione» (art. 1) e può essere concessa per i soli eventi «per i quali sia stato deliberato lo stato di emergenza» (art. 2, c. 1), «a titolo collettivo, alle amministrazioni ed enti pubblici e privati, alle istituzioni ed alle organizzazioni costituenti le componenti e le strutture operative del Servizio nazionale di protezione civile (...), a titolo individuale, ai cittadini italiani o stranieri appartenenti agli organismi di cui [sopra] che siano stati allo scopo segnalati dagli organismi stessi, per essersi particolarmente distinti in occasione della partecipazione agli eventi (...)», (art. 2, c. 2), «(...) alla memoria, qualora l'avente diritto sia perito nel corso delle operazioni (...) o a seguito di accadimenti occorsi in tali circostanze» (art. 2, c. 3), esclusivamente per gli eventi riferiti a stati di emergenza dichiarati definitivamente conclusi (art. 2, c. 4). L'attestazione è conferita dal Presidente del Consiglio dei Ministri, su proposta del Capo del Dipartimento della protezione civile (art. 2, c. 5, D.P.C.M. 5 maggio 2014).
Le insegne sono state determinate con successivo provvedimento del Capo del Dipartimento della protezione civile, in tre gradi: I, II, e III livello (art. 7). Le medaglie sono appese ad un nastro di seta blu largo mm 37, caricato al centro da un palo tricolore di verde, di bianco e di rosso largo mm 9. La miniatura della medaglia del diametro di mm 16, è appesa invece ad un nastro di seta blu largo mm 13 caricato al centro da un palo tricolore di verde, di bianco e di rosso largo mm 4. Il nastrino per uniforme con i medesimi colori del nastro, ha la larghezza di mm 37 e l'altezza di mm 10, ed è caricato al centro dal logo del Dipartimento della protezione civile nel medesimo metallo della rispettiva medaglia. Il set si completa con un distintivo metallico con i medesimi colori del nastro, della larghezza di mm 40 e dell'altezza di mm 13, caricato al centro dal logo del Dipartimento della protezione civile, similmente, del medesimo metallo della rispettiva medaglia (artt. 8, 9 e 10). Sulle medaglie vanno apposte tante fascette in bronzo, con incise la denominazione e l'anno dell'emergenza, quanti sono le partecipazioni alle missioni riconosciute. Al conseguimento di un livello superiore, le fascette pregresse si dispongono sul nastro della nuova medaglia in ordine cronologico dal basso verso l'alto, a partire dalla meno recente. Dal sesto conferimento, corrispondente alla quarta concessione di I livello, le fascette di bronzo sono sostituite da una fascetta in metallo argentato, posta al centro del nastro e le successive si appuntano in ordine cronologico, dal basso verso l'alto, sopra la fascetta argentata che viene spostata alla base del nastro. Dall'undicesimo conferimento, corrispondente alla nona concessione di I livello, la fascetta d'argento e le fascette di bronzo sono sostituite da una fascetta in metallo dorato, posta al centro del nastro. Ulteriori fascette si collocano in ordine cronologico, dal basso verso l'alto, sopra la fascetta dorata che viene spostata alla base del nastro (art. 12). Il conferimento dell'attestato a titolo collettivo è caratterizzato da una medaglia coniata in bronzo dorato del diametro di mm 80, raffigurante nel recto il logo del Dipartimento della protezione civile in rilievo, contenuta in un cofanetto, non portativa. Per gli organismi insigniti che possiedono bandiere o labari associativi è prevista la possibilità di appuntare i propri stendardi di una copia della medaglia del diametro di mm 35, appesa a un nastro di seta blu largo mm 37, caricato al centro da un palo tricolore di verde, di bianco e di rosso largo mm 9 (art. 13), privo di altri simboli, della quale, ovviamente non è stata prevista l'istituzione del nastrino da uniforme (Decreto del Capo del Dipartimento della protezione civile, n. 937 del 20 marzo 2015).

## Requisiti
L'attestazione a titolo individuale è conferibile a coloro che abbiano svolto «un'attività significativa, per un periodo non inferiore a cinque anni, presso l'organismo di appartenenza che effettua la segnalazione» e abbiano «partecipato alle attività connesse all'emergenza per cui viene segnalato, presso il luogo dell'evento, per un periodo non inferiore a 15 giorni, anche non continuativi» (art. 3., c. 1). Il Capo del Dipartimento della protezione civile può proporre il conferimento «a titolo onorifico, a organismi nazionali ovvero a individui, associazioni ed enti stranieri che abbiano illustrato, con singoli atti o con prolungato impegno, lo spirito e i valori della protezione civile» (art. 4, c. 4, D.P.C.M. 5 maggio 2014).

## Insegne non più in vigore

### Attestazione di benemerenza del Dipartimento della protezione civile della Presidenza del Consiglio dei Ministri
Esistito dal 22 ottobre 2004 al 18 dicembre 2008 e nuovamente dal 19 dicembre 2008 al 5 maggio 2014.

#### Gradi di merito (art. 6, D.P.C.M. 28 aprile 2009; 28 aprile 2009 -  5 maggio 2014)
I gradi di merito si conseguivano mediante ripetuta partecipazione ad eventi di protezione civile riconosciuti con decreto del sottosegretario di Stato.
Queste onorificenze non sono state attribuite a nessuna persona, né fisica, né giuridica.
| Insegna | Medaglia           | Grado | Fascia | Eventi                                                 | Denominazione grado          | Denominazione medaglia                                                       |
| ------- | ------------------ | ----- | ------ | ------------------------------------------------------ | ---------------------------- | ---------------------------------------------------------------------------- |
|         | medaglia d'oro     | I     | -      | da 100 + eccezionali risultati                         | decano di protezione civile  | medaglia d'oro al merito di I grado del Dipartimento protezione civile       |
|         | medaglia d'argento | II    | -      | da 75 a 99 + eccellenti risultati                      | insigne di protezione civile | medaglia d'argento al merito di II grado del Dipartimento protezione civile  |
|         | medaglia di bronzo | III   | -      | da 50 a 74 + ottimi risultati + 2 anni in prima classe | valente di protezione civile | medaglia di bronzo al merito di III grado del Dipartimento protezione civile |

#### Classi di eccellenza (art. 1, D.P.C.M. 28 aprile 2009; 28 aprile 2009 -  5 maggio 2014)
Le classi si conseguivano mediante ripetuta partecipazione ad eventi di protezione civile riconosciuti con decreto del sottosegretario di Stato.
| Insegna | Medaglia | Classi | Fascia | Eventi                  | Denominazione grado             | Denominazione medaglia |
| ------- | --- | ------ | ------ | ----------------------- | ------------------------------- | --- |
|         | medaglia di bronzo dorata                                                                                                  | I      | -      | uguale o superiore a 25 | veterano di protezione civile   | attestato e medaglia di bronzo dorata di eccellenza di I classe di pubblica benemerenza del Dipartimento protezione civile      |
|         | medaglia di bronzo argentata                                                                                               | II     | -      | da 15 a 24              | benemerito di protezione civile | attestato e medaglia di bronzo argentata di eccellenza di II classe di pubblica benemerenza del Dipartimento protezione civile  |
|         | medaglia di bronzo fascetta di bronzo dorata con numero romano "X" va applicato sul nastrino della medaglia                | III    | 3ª     | da 10 a 14              | operatore di protezione civile  | attestato e medaglia di bronzo di eccellenza di III classe 3ª fascia di pubblica benemerenza del Dipartimento protezione civile |
|         | medaglia di bronzo fascetta di bronzo argentata con numero romano "V" va applicato sul nastrino della Medaglia             | III    | 2ª     | da 5 a 9                | operatore di protezione civile  | attestato e medaglia di bronzo di eccellenza di III classe 2ª fascia di pubblica benemerenza del Dipartimento protezione civile |
|         | medaglia di bronzo fascetta di bronzo con nome "EVENTO" va applicato sul nastrino della medaglia, fino al massimo di n. 4. | III    | 1ª     | da 1 a 4                | operatore di protezione civile  | attestato e medaglia di bronzo di eccellenza di III classe 1ª fascia di pubblica benemerenza del Dipartimento protezione civile |

A differenza dei precedenti riconoscimenti, che non costituiscono base per il nuovo percorso, il beneficiario delle benemerenze aveva un bagaglio di eventi che portava con sé nel corso della propria esperienza di protezione civile e che accresceva con la partecipazione ad eventi riconosciuti con nuovi decreti del Presidente del Consiglio dei ministri. Va chiarito che al soggetto non spettavano tanti attestati per ogni evento al quale aveva partecipato, bensì un'unica attestazione che risulta dalla somma complessiva degli eventi.

## Insegne vigenti
Istituite con decreto del Capo del Dipartimento della protezione civile n. 937 del 20 marzo 2015 (sono omessi i distintivi metallici e le versioni in miniatura).

### Attestazione di pubblica benemerenza del Dipartimento della protezione civile (20 marzo 2015 - vigente)

#### Conferimenti individuali
| Nastrino uniforme | Medaglia | Livello | Denominazione medaglia |
| ----------------- | --- | ------- | --- |
|                   | medaglia di bronzo dorata fascette di bronzo dorata con denominazione "EVENTO ANNO" dell'emergenza che ha originato il terzo conferimento dal 6º conferimento, corrispondente alla 4ª concessione di I livello, le fascette di bronzo sono sostituite da una in metallo argentato, posta al centro del nastro. Le fascette di ulteriori conferimenti si collocano in ordine cronologico, dal basso verso l'alto, sopra la fascetta argentata che viene spostata alla base del nastro. Al conseguimento dell'11º conferimento, corrispondente alla 9ª concessione di I livello, la fascetta d'argento e le fascette di bronzo sono sostituite da una fascetta in metallo dorato, posta al centro del nastro. Le fascette di ulteriori conferimenti si collocano in ordine cronologico, dal basso verso l'alto, sopra la fascetta dorata che viene spostata alla base del nastro. | I       | Attestazione di pubblica benemerenza del Dipartimento della protezione civile con insegne di I livello (dal terzo conferimento) |
|                   | medaglia di bronzo argentata fascette di bronzo argentata con denominazione "EVENTO ANNO" dell'emergenza che ha originato il secondo conferimento, le fascette pregresse si dispongono sul nastro della nuova medaglia in ordine cronologico dal basso verso l'alto, a partire dalla meno recente | II      | Attestazione di pubblica benemerenza del Dipartimento della protezione civile con insegne di II livello (secondo conferimento)  |
|                   | medaglia di bronzo fascetta di bronzo con denominazione "EVENTO ANNO" dell'emergenza che ha originato il conferimentova applicato sul nastro della medaglia | III     | Attestazione di pubblica benemerenza del Dipartimento della protezione civile con insegne di III livello (primo conferimento)   |

L'insegna di livello più elevato assorbe ogni concessione di grado inferiore.

#### Conferimenti collettivi
Attestazione di pubblica benemerenza del Dipartimento della protezione civile conferita a titolo collettivo

Medaglia non portativa.
Gli organismi insigniti che possiedono bandiere o labari associativi possono ornare i propri stendardi di una copia della medaglia del diametro di mm 35, appesa a un nastro di seta blu largo mm 37, caricato al centro da un palo tricolore di verde, di bianco e di rosso largo mm 9.

### Fonti normative abrogate
- Decreto del presidente del Consiglio dei ministri del 22 ottobre 2004: «Istituzione di un attestato di pubblica benemerenza del Dipartimento della protezione civile»., su gazzettaufficiale.it. (e successive modificazioni, vedi sotto)
  -  Decreto del presidente del Consiglio dei ministri del 19 dicembre 2008: «Concessione degli attestati di benemerenza del Dipartimento della protezione civile e modifiche al Decreto del Presidente del Consiglio dei Ministri 22 ottobre 2004»., su gazzettaufficiale.it.
  -  Decreto del capo del dipartimento della protezione civile 28 aprile 2009: «Disposizioni attuative ai sensi dell'articolo 10, comma 3, del decreto del Presidente del Consiglio dei ministri 19 dicembre 2008, recante l'istituzione di un attestato di pubblica benemerenza del Dipartimento della protezione civile»., su gazzettaufficiale.it.
  -  Decreto del presidente del Consiglio dei ministri del 15 marzo 2010: «Modifica del decreto del Presidente del Consiglio dei Ministri 19 dicembre 2008, recante l'istituzione dell'attestazione di pubblica benemerenza del Dipartimento della protezione civile»., su gazzettaufficiale.it.

### Fonti normative attuali
- Decreto del presidente del Consiglio dei ministri del 5 maggio 2014: «Istituzione dell'attestazione di pubblica benemerenza del Dipartimento della protezione civile»., su gazzettaufficiale.it.
- Decreto del Capo dipartimento della protezione civile del 20 marzo 2015 n.937: «Caratteristiche delle insegne, criteri di conferimento e aspetti di natura procedurale relativi alle attestazioni di pubblica benemerenza del Dipartimento della protezione civile»., su gazzettaufficiale.it. (e successive modificazioni, vedi sotto)
  -  Decreto del Capo dipartimento della protezione civile del 28 settembre 2015: Modifiche del decreto 20 marzo 2015, recante: «Caratteristiche delle insegne, criteri di conferimento e aspetti di natura procedurale relativi alle attestazioni di pubblica benemerenza del Dipartimento della protezione civile»., su gazzettaufficiale.it.